# Lemmatizzazione
La lemmatizzazione è il processo di riduzione di una forma flessa di una parola alla sua forma canonica (non marcata), detta lemma.
Nell'elaborazione del linguaggio naturale, la lemmatizzazione è il processo algoritmico che determina automaticamente il lemma di una data parola. Il processo può coinvolgere altre attività di elaborazione del linguaggio, quali ad esempio l'analisi morfologica e grammaticale.
In molte lingue, le parole appaiono in diverse forme flesse. Per esempio, in italiano il verbo camminare può apparire come cammina, camminò, camminando e così via. La forma canonica, camminare, è il lemma della parola ed è la forma di riferimento per cercare la parola all'interno di un dizionario. La combinazione della forma canonica con la relativa parte del discorso è chiamata il lessema della parola.